# Pfarrhaus (Laimering)

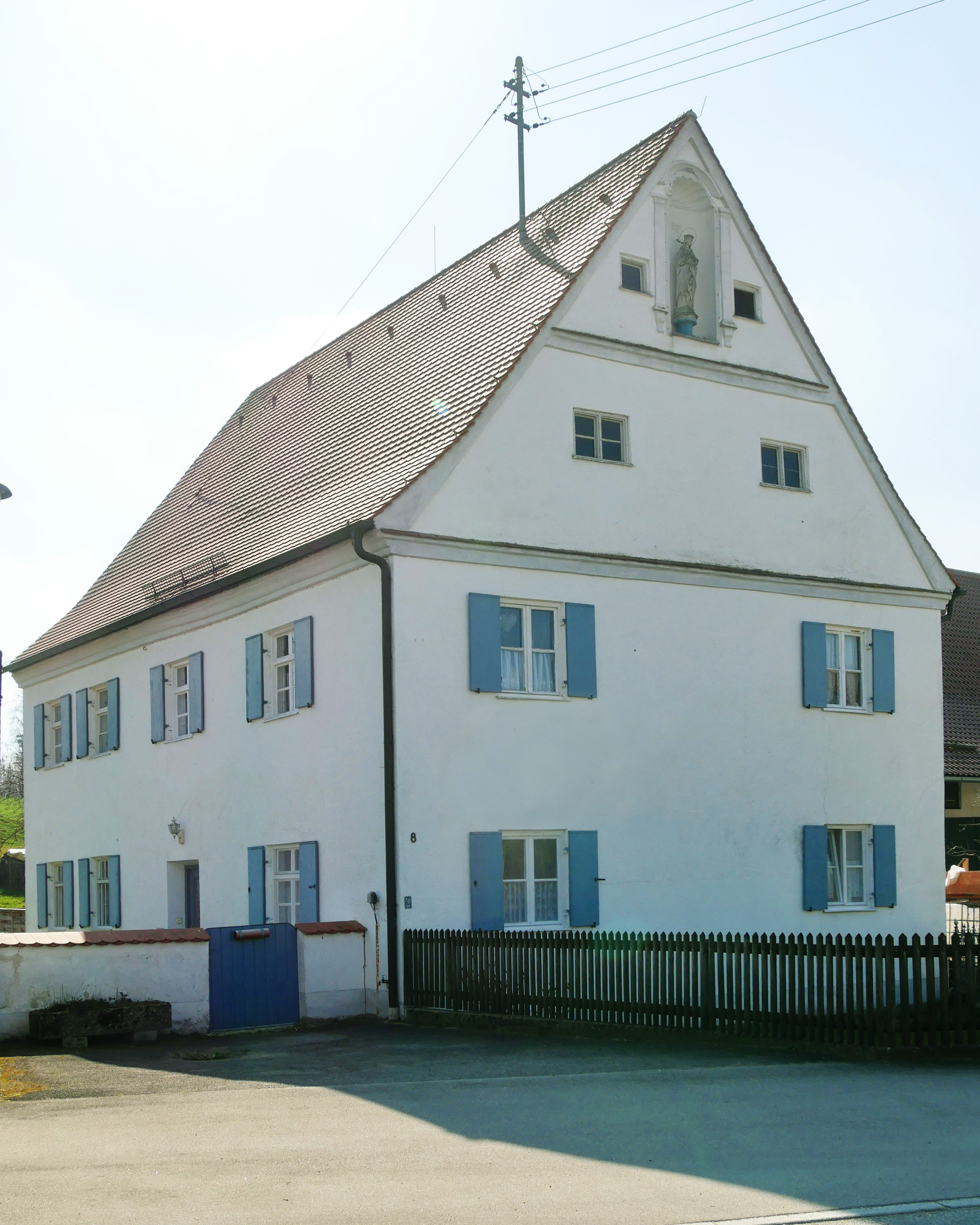
Ehemaliges Pfarrhaus in Laimering

Das Pfarrhaus in Laimering, einem Gemeindeteil von Dasing im Landkreis Aichach-Friedberg im bayerischen Regierungsbezirk Schwaben, wurde im Kern im frühen 18. Jahrhundert errichtet. Das ehemalige Pfarrhaus an der Riedener Straße 8, gegenüber der katholischen Pfarrkirche St. Georg, ist ein geschütztes Baudenkmal.
Der zweigeschossige Satteldachbau im Stil des Barocks besitzt vier zu zwei Fensterachsen. Die Giebel sind durch Putzprofile gegliedert, im oberen Feld des Nordgiebels befindet sich eine Nische mit einer Heiligenfigur.
Der zugehörige Pfarrstadel wurde im Jahr 1952 abgebrochen.